# فيسوا كراكوف
جمعية فيسوا كراكوف الرياضية (بالبولندية: Towarzystwo Sportowe Wisła Kraków) هو نادي كرة قدم بولندي يُمثّل مدينة كراكوف. ينشطُ نادي فيسوا كراكوف في الدوري البولندي الممتاز الذي هو أعلى دوري ضمنَ باقي الدوريات البولنديّة لكرة القدم. يُعتبر نادي فيسوا كراكوف أحد أقدم وأنجح أندية كرة القدم البولندية، حيث يحتلُّ المرتبة الرابعة في عدد الألقاب المحليّة التي حصدها (13 لقبًا) خلف كلٍ من غورنيك زابجه ورتش شوروزو وليغيا وارسو الذين حصدوا 14 لقبًا، كما يأتي الفريق في المركز الثاني من حيثُ العدد الكلّي للانتصارات في المباريات التي خاضها.
تأسَّسَ نادي فيسوا كراكوف عام 1906 تحت اسم تي إس فيسوا (بالبولندية:  Towarzystwo Sportowe Wisła)، ويُعتبر في الوقتِ الحالي أحد أنجح أندية كرة القدم البولندية وخاصّة في السنوات الأخيرة حيث فاز بثماني بطولات دوري منذ عام 1999، وإلى جانبِ هذه الألقاب فقد فاز فيسوا كراكوف أيضًا بكأسِ بولندا في أربع مناسبات، كما شاركَ في عددٍ من المسابقات الأوروبية وخاصّة في فترةِ السبعينيات حيث وصل إلى ربع النهائي في كأسِ أوروبا 1978–79 وفاز بكأس إنترتوتو في ثلاث مناسباتٍ: الأولى عام 1969 والثانيّة عام 1970 بينما الثالثة عام 1973.

## التاريخ

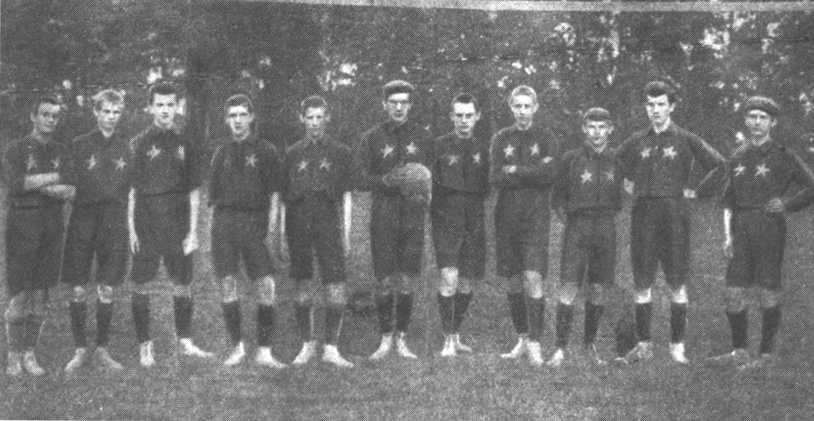
لاعبو نادي فيسوا كراكوف عام 1907.

تأسَّسَ نادي فيسوا كراكوف عام 1906 عندما قام طلاب المدرسة العملية الثانية في كراكوف بتشكيلِ نادي كرة قدم مستوحين الفكرة من أستاذهم تادوز لوبيزا كلوبسكي. حُسم في هذا الموسم التاريخي الأول من الدوري الصراع على البطولة بين فريقينِ هما فيسوا كراكوف ووان إف سي كاتوفيتشي. كانت المنافسة شديدة حينها، ليس فقط بين الفريقينِ المعنيينِ بالأمر فقط بل من قِبل كافّة الفرق المشاركة في الدوري الذي حظي بمتابعة جماهيريّة مهمّة منذ بدايته. حصل فريق وان إف سي كاتوايس على دعمٍ من الأقلية الألمانية في البلاد بينما حصل فيسوا كراكوف على دعمِ البولنديين.

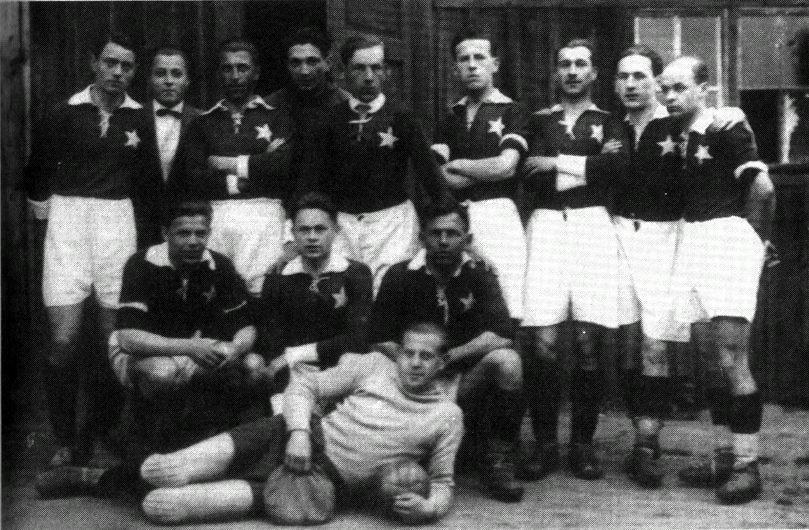
لاعبو نادي فيسوا كراكوف عام 1927.

في وقتٍ ما من خريف عام 1927 في مدينة كاتوفيتشي، شهدت بولندا مباراة قويّة وشهيرة بين نادي فيسوا كراكوف ووان إف سي كاتوفيتشي وانتهت لصالحِ الأول الذي حقَّق لقب البطولة حينها لأول مرةٍ في تاريخه بينما حلَّ وان إف سي كاتوفيتشي في المركز الثاني في حين جاء نادي وارتا بوزنا في المركز الثالث في الجدول النهائي والختامي لترتيب الدوري. غُيّر عام 1949 اسم النادي إلى جوراديا فيسوا كراكوف، ثمّ عاد النادي عام 1955 لاسمه السابق فيسوا كراكوف، وأُعيد تسميته عام 1967 إلى جي تي إس فيسوا وهو الاسم الذي استمرَّ حتى عام 1990 عندما عاد النادي إلى اسمه الأصليّ.
شهد النادي منذُ تأسيسهِ صعودًا وهبوطًا في مختلف درجات الدوري البولندي، كما فاز بعددٍ من البطولات المحليّة وتأهل في مناسباتٍ عدّة للمسابقات الأوروبيّة. هبطَ الفريق إلى الدرجة الثانية في ثلاث مناسبات، لكنّه انتفضَ في أواخر الألفيّة الثانيّة وبالضبطِ عام 1998 حينما أصبحَ النادي بعيدًا كلّ البعد عن الهبوط للدرجة الثانيّة وبدأ في المنافسة الفعليّة على الألقاب حيثُ كان حقَّقَ حينها سبع بطولات محليّة وحصل على الوصافة ثلاث مرات.
شاركَ فيسوا كراكوف على المستوى الدولي في جميع المسابقات الأوروبية الثلاث، أما أكبر نجاحٍ قارِّي حققه الفريق في أوروبا فكان في موسم 1978–79 عندما وصل الفريق لربع نهائي دوري أبطال أوروبا (أو كأس أوروبا بمسمّاه القديم) قبل أن يُغادره على يدِ نادي مالمو السويدي بـ 3 – 5 في مجموع المباراتين، وكان الفريقُ في مرحلة المجموعات في دوري أبطال أوروبا موسم 2005 – 06 قاب قوسين أو أدنى من التأهل للدور الثاني لكنّه خسر أمامَ باناثينايكوس بركلات الترجيح بخمسة أهدافٍ مقابل أربعة بعد الوقت الإضافي.
وصل فيسوا كراكوف مرتين أيضًا إلى الدور الثاني من كأس الكؤوس الأوروبية: كانت المرة الأولى موسم 1967–68، فيما جاءت الثانيّة موسم 1984–85 حيث سقط 0–5 و2–3 أمام هامبورجر إس في وفورتونا سيتارد على التوالي. جديرٌ بالذكرِ هنا أنَّ النادي البولندي – ويُلقَّبُ بالنجم الأبيض – شاركَ في الدوري الأوروبي (كأس الاتحاد الأوروبي بمسمّاه القديم) عشر مرات.

## الملعب
يقعُ ملعب فيسوا في شارع رايمونتا في مدينةِ كراكوف. بُني الملعب عام 1953 وتبلغُ سعته حاليًا 33,326 متفرجًا. جُدِّدَ الملعب عام 2010 حتى يُناسب معايير الاتحاد الأوروبي لكرة القدم، كما اختير ملعبًا احتياطيًا لبطولة أمم أوروبا 2012 التي أُقيمت بشكلٍ مشتركٍ بين بولندا وأوكرانيا. بلغَ الرقم القياسي للحضور على هذا الملعب حوالي 45,000 متفرجًا وذلك يوم التاسع والعشرين من أيلول/سبتمبر عام 1976 عندما هزم النادي البولندي سلتيك الاسكتلندي بهدفين نظيفين. يُعتبر الملعب حصنًا لنادي فيسوا كراكوف الذي لم يخسر فيه كثيرًا، بل إنَّ النادي البولندي يحملُ الرقم القياسي في كرة القدم الأوروبية من حيثُ عدد المباريات المتتالية على أرضه دون خسارة. لقد انقاد النجم الأبيض في السادس عشر من أيلول/سبتمبر 2001 لخسارةٍ على أرضية ميدانه أمام نادي أوستروفييتش سويتوكريزسكي فانتفض بعدها ولم يخسر داخل الديار حتى الحادي من تشرين الثاني/نوفمبر 2006 حينما تمكّن جي كاي إس بيلخاتوف من كسر هذه السلسلة التي استمرت لـ 73 مباراة داخل الديار من دون خسارة فتغلَّب على فيسوا كراكوف بأربعة أهدافٍ مقابل اثنين. نجحَ فيسوا كراكوف عبر سلسلة انتصاراته تلك في تحطيمِ الرقم القياسي البولندي السابق البالغ 48 مباراة والمُسجّل باسمِ ليغيا وارسو. جديرٌ بالذكر هنا أن فيسوا كراكوف خسر على أرضيّة ميدانه خلال موسم 2008–09 مباراة واحدة كانت أمام لخ بوزنان، فيما حقَّق الفوز في باقي المباريات التي لعبها على ملعبه وتعادل في واحدةٍ فقط كانت أمام نادي ال كي اس ودز.
- ملعب نادي فيسوا كراكوف البولندي
- صورة كاملة لملعب نادي فيسوا كراكوف
- جانب من مدرجات الملعب

## المنافسات
كان لعشاق وجمهور نادي فيسوا كراكوف علاقات جيّدة مع جمهور ناديي ليخيا غدانسك وشلوسك فروتسلاو، كما ارتبطَ جماهير النادي بنوادي أخرى على غِرار رتش شوروزو وويدزي لودز وهو ما تسبّب في نشوب بعض الخلافات البسيطة حول أحقيّة عقدِ تحالفاتٍ مع نوادي أخرى بل وتشجيعها إلى جانب فيسوا كراكوف. لدى النادي البولندي علاقاتٍ طيّبةٍ معَ نادي لاتسيو الإيطالي، كما يتمتع بعلاقاتٍ جيّدةٍ مع النجم الأحمر الصربي.

### الحرب المقدسة
يُشير مصطلح الحرب المقدسة (بالبولندية: święta wojna) في عالم كرة القدم البولنديّة إلى التنافسِ الشديدِ بين الفريقين الذينِ يُمثّلانِ مدينة كراكوف وهما فيسوكراكوف ونادي كراكوفيا اللذانِ تأسَّسا عام 1906 وبدأت المنافسة بينهما بل ظلّت تشتعلُ على مر السنين إلى أن تجاوز عقدًا من الزمن ولا زالت قائمة. استُخدم مصطلح «الحرب المقدسة» لأول مرةٍ لوصف التنافس بين فرق مدينة كراكوف اليهودية: مكابي ويوترزينكا، وكان مدافع يوتيرزينكا لودفيك جينتل – الذي انضم لاحقًا إلى فريق كراكوفيا – قد أشار إلى مباراة الديربي ضد فيسوا كراكوف بأنها حربٌ مقدسةٌ فأصبحت هذه العبارة شائعة منذ ذلك الحين بين عشاق الفريقين وفي وسائل الإعلام.
يعودُ أول ديربي بين الفريقينِ إلى العشرين من أيلول/سبتمبر 1908 وقد انتهى بالتعادل الإيجابي هدفٌ في كلّ شبكة، كما يُعتبر الديربي الذي لعبه الفريقانِ في الثامن من أيّار/مايو 1913 ديربي مميّز كونه جاء في الفترة التي اعترفَ فيها الاتحاد الدولي لكرة القدم (الفيفا) بالبطولة وقد انتهت المباراة حينها لصالح كراكوفيا بهدفينِ مقابل واحد. لُعبت أشهر مباراة ديربي بين الفريقينِ عام 1948 عندما جمع كلٌ من كراكوفيا وفيسوا على نفس العدد من النقاط بعد موسم ما بعد الحرب العالمية الثانية، وكان لابد من تحديد البطولة من خلال مباراة إضافية تُلعب على ملعب محايد. لُعبت المباراة في الخامس من كانون الأول/ديسمبر ونجحَ فيها فريقُ كراكوفيا في سحقِ فيسوا كراكوف بثلاثة أهدافٍ مقابل هدفٍ واحدٍ حاسمًا لقب البطولة ذاك الموسم. اعتبارًا من أيّار/مايو 2011، بلغ عدد الديربيات التي خاضها الفريقينِ 183 ديربيًا حيث فاز فيسوا كراكوف في 82 مباراة فيما فاز كراكوافيا في 59 مباراة وتعادل الاثنانِ في 42 مناسبة.

### ديربي بولندا
إلى جانبِ مباراة الديربي بين كراكوفيا وفيسوا كراكوف، هناك مباراة ديربي أخرى تجمعُ هذا الأخير بنادي ليجيا وارسو وهي مباراة الديربي الأكثر شهرة في كرة القدم البولندية. يُعتبر الفريقان من بينِ أكثر الأندية نجاحًا في بولندا خلال العقد الأول من القرن الواحد والعشرين، كما أن مباراة الديربي هذه تُمثّل التنافس بين مدينتين من أكبر مدن بولندا وهما كراكوف ووارسو وهو ما يزيدُ من حدّة التنافس. تلعبُ الاختلافات الإقليميّة بين كراكوف (التي تقعُ في الجنوب) ووارسو (التي تقعُ في الشمال)، وحقيقة أن كراكوف كانت عاصمة بولندا قبل وارسو (في السنوات 1041–1596) وأنّ اسم المدينة الكامل هو ستوزيتشن كروليوسكي مياستو كراكوف وهي عبارةٌ تعني العاصمة الملكية كراكوف دورًا أكبر في تأجيج الصراع بين الفريقين وتُضيف لمباراتهما معنى أكبر.

## الألقاب

### محليًا
- الدوري البولندي الممتاز:
  - حامل اللقب (14 مرة): 1927، 1928، 1949، 1950، 1951، 1977–78، 1998–99، 2000–01، 2002–03، 2003–04، 2004–05، 2007–08، 2008–09، 2010-11
  - الوصافة (10 مرات): 1930، 1931، 1936، 1948، 1965–66، 1980–81، 1999-2000، 2001–02، 2005–06، 2009–10
  - المركز الثالث (9 مرات): 1929، 1933، 1934، 1938، 1952، 1953، 1975-76، 1990-1991، 1997-1998

- البطولة البولندية:
  - المركز الثاني (مرتان): 1923، 1947
  - المركز الثالث (مرة وحيدة): 1925
- كأس بولندا:
  - حامل اللقب (4 مرات) : 1926، 1966–67، 2001–02، 2002–03
  - الوصافة (6 مرات): 1950–51، 1953–54، 1978–79، 1983–84، 1999-2000، 2007–08
- كأس السوبر البولندي:
  - حامل اللقب (مرة وحيدة): 2001
  - الوصافة (4 مرات): 1999، 2004، 2008، 2009
- كأس الدوري البولندي:
  - حامل اللقب (مرة وحيدة) : 2000-01
  - الوصافة (مرة وحيدة): 2001–02
- دوري الدرجة الأولى البولندي (الدرجة الثانية) :
  - الفائز (مرة وحيدة) : 1964–65
  - الوصافة (3 مرات): 1985–86، 1988–89، 1995–96
  - المركز الثالث (مرة وحيدة): 1994-95
- بطولة الجاليكي:
  - المركز الثاني (مرة وحيدة): 1913

### أوروبيًا
- كأس أوروبا:
  - ربع النهائي: 1978-79
- كأس الاتحاد الأوروبي / الدوري الأوروبي:
  - دور الستة عشر: 2002–03
- كأس الكؤوس الأوروبية
  - دور الستة عشر: 1967–68، 1984–85
- كأس إنترتوتو:
  - حامل اللقب (3 مرات) : 1969، 1970، 1973

### فرق الشباب
- مودا إكستراكلاسا :
  - حامل اللقب (مرة وحيدة): 2008
  - المركز الثاني (مرة وحيدة): 2009
- بطولة بولندا تحت 19 سنة:
  - حامل اللقب (10 مرات): 1936، 1937، 1958، 1975، 1976، 1982، 1996، 1997، 2000، 2014
  - المركز الثاني (مرة وحيدة): 1938
  - المركز الثالث (3 مرات): 1974، 1987، 1998
- بطولة بولندا تحت 17 سنة:
  - حامل اللقب (مرة وحيدة): 2013
  - المركز الثاني (مرة وحيدة): 2003

## السجلات

### سجلات الفريق
- أكبر فوز: 21-0 (8-0) - في مباراة إقصائية ضمن مباريات البطولة البولندية ضدّ بوجون سييدلس في مدينة كراكوف في الرابع والعشرين من آب/أغسطس 1947.
- أعلى عدد من الحضور في ملعب الفريق: 45000 - فيسوا كراكوف 2 – 0 سلتيك (كأس الاتحاد الأوروبي يوم التاسع والعشرين من أيلول/سبتمبر 1976).
- أعلى نسبة حضور في الدوري المحلي: 40.000 - فيسوا كراكوف 2 – 1 ليغيا وارسو (الدوري البولندي في السابع من آب/أغسطس 1977).
- الظهور الأول في الدوري: 3 نيسان/أبريل 1927
- أطول سلسلة مباريات متتالية بدون هزيمة في الدوري: 38 مباراة (25 تشرين الأول/أكتوبر 2003 – 22 أيار/مايو 2005)
- أطول سلسلة مباريات متتالية على أرضه بدون هزيمة: 73 مباراة (16 أيلول/سبتمبر 2001 – 11 تشرين الثاني/نوفمبر 2006)
- أكبر فوز في المنافسات الأوروبية: ويت جورجيا 2 – 8 فيسوا كراكوف (27 تمّوز/يوليو 2004). ويسلا كراكوف 7 – 0 نيوتاون (29 تمّوز/يوليو 1998 في كراكوف)

### السجلات الفردية
- أفضل هداف في الدوري الممتاز: كازيميرز كميشيك – 153 هدفًا في 304 مباراة
- أفضل هداف في دوري الدرجة الأولى: جورج كالياك – 32 هدفًا
- الهداف (الإجمالي): كازيميرز كميشيك – 181 هدفًا في 350 مباراة
- أفضل هداف في المسابقات الأوروبية: ماسيي زورافسكي – 23 هدفًا
- أكثر لاعب مشاركةً في كأس الكؤوس الأوروبية: مارسين باستشنسكي – 52 مباراة
- أكثر اللاعبين مشاركة (الإجمالي): أركاديوس غلوفاكي – 461 مباراة
- أصغر ظهور: ستيفان سليوا – 14 سنة و268 يومًا
- أكبر ظهور: مارتشين فاشيليفسكي – 40 سنة و39 يومًا
- الأكثر مشاركة معَ المنتخب من النادي: أنتوني زيمانوفسكي – 65 مباراة وهو مع الفريق (82 مباراة مع المنتخب الوطني إجمالًا)
- أفضل هداف مع المنتخب من النادي: ماسيي زورافسكي – 14 هدفًا
- أفضل هداف في موسم واحد: ميسزلاو جراس وماسيي زورافسكي – 38 هدفًا

## إحصائيات
- Q = تأهل
- PO = مباراة فاصلة

| الموسم  | البطولة              | الجولة      |                  | الخصم                    | النتيجة  |
| ------- | -------------------- | ----------- | ---------------- | ------------------------ | -------- |
| 1967–68 | كأس الكؤوس الأوروبية | 1           | فنلندا           | نادي هلسنكي              | 4–1، 4–0 |
| 1967–68 | كأس الكؤوس الأوروبية | 2           | ألمانيا          | نادي هامبورغ             | 0–1, 0–4 |
| 1976–77 | الدوري الأوروبي      | 1           | إسكتلندا         | نادي سلتيك               | 2–2، 2–0 |
| 1976–77 | الدوري الأوروبي      | 2           | بلجيكا           | ريسنغ وايت ديرنغ مولنبيك | 1–1, 1–1 |
| 1978–79 | دوري أبطال أوروبا    | 1           | بلجيكا           | كلوب بروج                | 1–2، 3–1 |
| 1978–79 | دوري أبطال أوروبا    | 2           | تشيكوسلوفاكيا    | زبرويوفكا برنو           | 2–2، 1–1 |
| 1978–79 | دوري أبطال أوروبا    | ربع النهائي | السويد           | نادي مالمو               | 2–1, 1–4 |
| 1981–82 | الدوري الأوروبي      | 1           | السويد           | نادي مالمو               | 0–2، 1–3 |
| 1984–85 | كأس الكؤوس الأوروبية | 1           | آيسلندا          | نادي آي بي في            | 4–2، 3–1 |
| 1984–85 | كأس الكؤوس الأوروبية | 2           | هولندا           | فورتونا سيتارد           | 0–2، 2–1 |
| 1998–99 | الدوري الأوروبي      | Q1          | ويلز             | نادي نيوتاون             | 0–0، 7–0 |
| 1998–99 | الدوري الأوروبي      | Q2          | تركيا            | طرابزون سبور             | 5–1، 2–1 |
| 1998–99 | الدوري الأوروبي      | 1           | سلوفينيا         | ماريبور                  | 2–0، 3–0 |
| 1998–99 | الدوري الأوروبي      | 2           | إيطاليا          | نادي بارما               | 1–1، 1–2 |
| 2000–01 | الدوري الأوروبي      | Q           | البوسنة والهرسك  | جيلييزنيتشار ساراييفو    | 0–0، 3–1 |
| 2000–01 | الدوري الأوروبي      | 1           | إسبانيا          | ريال سرقسطة              | 1–4، 4–1 |
| 2000–01 | الدوري الأوروبي      | 2           | البرتغال         | نادي بورتو               | 0–0، 0–3 |
| 2001–02 | دوري أبطال أوروبا    | Q2          | لاتفيا           | نادي سكونتو              | 2–1، 1–0 |
| 2001–02 | دوري أبطال أوروبا    | Q3          | إسبانيا          | برشلونة                  | 3–4، 0–1 |
| 2001–02 | الدوري الأوروبي      | 1           | كرواتيا          | هايدوك سبليت             | 2–2، 1–0 |
| 2001–02 | الدوري الأوروبي      | 2           | إيطاليا          | إنتر ميلان               | 0–2، 1–0 |
| 2002–03 | الدوري الأوروبي      | Q           | أيرلندا الشمالية | غلينتوران                | 2–0، 4–0 |
| 2002–03 | الدوري الأوروبي      | 1           | سلوفينيا         | نادي بريمور              | 2–0، 6–1 |
| 2002–03 | الدوري الأوروبي      | 2           | إيطاليا          | نادي بارما               | 1–2، 4–1 |
| 2002–03 | الدوري الأوروبي      | 3           | ألمانيا          | نادي شالكه               | 1–1، 4–1 |
| 2002–03 | الدوري الأوروبي      | 4           | إيطاليا          | نادي لاتسيو              | 3–3، 1–2 |
| 2003–04 | دوري أبطال أوروبا    | Q2          | قبرص             | نادي أومونيا             | 5–2، 2–2 |
| 2003–04 | دوري أبطال أوروبا    | Q3          | بلجيكا           | رويال أندرلخت            | 1–3، 0–1 |
| 2003–04 | الدوري الأوروبي      | 1           | هولندا           | إن إي سي نيميخن          | 2–1، 2–1 |
| 2003–04 | الدوري الأوروبي      | 2           | النرويج          | نادي فوليرينغا           | 0–0، 0–0 |
| 2004–05 | دوري أبطال أوروبا    | Q2          | جورجيا           | ويت جورجيا               | 8–2، 3–0 |
| 2004–05 | دوري أبطال أوروبا    | Q3          | إسبانيا          | ريال مدريد               | 0–2, 1–3 |
| 2004–05 | الدوري الأوروبي      | 1           | جورجيا           | نادي دينامو تبليسي       | 4–3، 1–2 |
| 2005–06 | دوري أبطال أوروبا    | Q3          | اليونان          | باناثينايكوس             | 3–1، 1–4 |
| 2005–06 | الدوري الأوروبي      | 1           | البرتغال         | فيتوريا دي غيماريش       | 0–3, 0–1 |
| 2006–07 | الدوري الأوروبي      | Q2          | النمسا           | نادي ماترسبرغ            | 1–1، 1–0 |
| 2006–07 | الدوري الأوروبي      | 1           | اليونان          | نادي هيرقليس             | 0–1، 2–0 |
| 2006–07 | الدوري الأوروبي      | المجموعة    | إنجلترا          | بلاكبيرن روفرز           | 1–2      |
| 2006–07 | الدوري الأوروبي      | المجموعة    | فرنسا            | إي أس نانسي              | 1–2      |
| 2006–07 | الدوري الأوروبي      | المجموعة    | سويسرا           | نادي بازل                | 3–1      |
| 2006–07 | الدوري الأوروبي      | المجموعة    | هولندا           | فاينورد                  | 1–3      |
| 2008–09 | دوري أبطال أوروبا    | Q2          | إسرائيل          | بيتار القدس              | 1–2، 5–0 |
| 2008–09 | دوري أبطال أوروبا    | Q3          | إسبانيا          | نادي برشلونة             | 0–4، 1–0 |
| 2008–09 | الدوري الأوروبي      | 1           | إنجلترا          | توتنهام هوتسبير          | 1–2، 1–1 |
| 2009–10 | دوري أبطال أوروبا    | Q2          | إستونيا          | ليفاديا تالين            | 1–1، 0–1 |
| 2010–11 | الدوري الأوروبي      | Q2          | ليتوانيا         | نادي سوالي               | 2–0، 5–0 |
| 2010–11 | الدوري الأوروبي      | Q3          | أذربيجان         | نادي قره باغ             | 0–1، 2–3 |
| 2011–12 | دوري أبطال أوروبا    | Q2          | لاتفيا           | نادي سكونتو              | 1–0، 2–0 |
| 2011–12 | دوري أبطال أوروبا    | Q3          | بلغاريا          | نادي ليتكس لوفتش         | 2–1، 3–1 |
| 2011–12 | دوري أبطال أوروبا    | PO          | قبرص             | نادي أبويل               | 1–0، 1–3 |
| 2011–12 | الدوري الأوروبي      | المجموعة    | هولندا           | تفينتي أنشخيدة           | 1–4، 2–1 |
| 2011–12 | الدوري الأوروبي      | المجموعة    | إنجلترا          | نادي فولهام              | 1–0، 1–4 |
| 2011–12 | الدوري الأوروبي      | المجموعة    | الدنمارك         | نادي أودنسه              | 1–3، 2–1 |
| 2011–12 | الدوري الأوروبي      | 1/16F       | بلجيكا           | ستاندارد لييج            | 1–1, 0–0 |